# Orlando Worm
Orlando Worm (Odivelas, 21 de setembro de 1938 — Lisboa, 4 de agosto de 2010) foi um iluminador português, fundador da Companhia Portuguesa de Bailado Contemporâneo.

## Biografia
Descendente de dinamarqueses radicados em Portugal desde o reinado de D. Maria II, Orlando Worm estreou-se no palco como figurante na Aida, de Giuseppe Verdi, no Coliseu dos Recreios, em Lisboa, quando tinha 16 anos. Pouco depois, tornou-se técnico de cena do Coliseu, eletricista e cenógrafo no Ballet Gulbenkian.
Passou muitos anos na Fundação Gulbenkian, trabalhando tanto como técnico quanto como performer: integrou o Coro Gulbenkian, tendo colaborado com a compositora Constança Capdeville na década de 1970. Seguiu-se um período de três anos no Teatro Nacional de São Carlos entre 1989 e 1992, outros três anos no Centro Cultural de Belém e participou em eventos como Lisboa - Capital da Cultura 1994 e a Expo 98. Durante três anos trabalhou no Teatro Nacional São João, no Porto e esteve ligado a companhias independentes como o Teatro da Cornucópia, a Escola da Noite e o Teatro Experimental do Porto.
Em 2008 foi um dos fundadores da Companhia Portuguesa de Bailado Contemporâneo e participou na criação de obras de vários dos nomes essenciais da nova dança portuguesa e dos palcos portugueses, tais como Ricardo Pais, Olga Roriz, Vasco Wallenkamp e Fernanda Lapa.
Faleceu a 4 de agosto de 2010 no Hospital de São Francisco Xavier, em Lisboa, vítima de cancro. Tinha 71 anos.

## Prémios e reconhecimentos
Orlando Worm venceu em 2006 o Prémio Luzboa-Shréder, atribuído pela direção da bienal de Luz de Lisboa. O técnico foi homenageado a 22 de maio de 2010 com um espetáculo no Centro Cultural Olga Cadaval, em Sintra, pelos seus 50 anos de carreira.